# Gaston Mercier
Gaston Antoine Mercier (* 5. Juni 1932 in Paris; † 4. Juli 1974 in Bussières) war ein französischer Ruderer. Er gewann 1952 eine olympische Goldmedaille.

## Sportliche Karriere
Raymond Salles und Gaston Mercier ruderten für die Société d'Encouragement du Sport Nautique. Da sie über keinen geeigneten Steuermann verfügten, versuchten sie es mit dem Sohn eines Ruderers der Société Nautique de la Marne. Bernard Malivoire war 1952 erst 14 Jahre alt, passte aber zu Salles und Mercier. Diese Mannschaft trat bei den Olympischen Spielen in Helsinki im Zweier mit Steuermann an.
Die Franzosen siegten in Helsinki im zweiten Vorlauf und im ersten Halbfinale und hatten damit wie die italienischen Europameister von 1949 bis 1951 Giuseppe Ramani, Aldo Tarlao und Steuermann Luciano Marion das Finale ohne Niederlage erreicht. Aus den Hoffnungsläufen erreichten die Deutschen Helmut Heinhold, Heinz Manchen und Helmut Noll, die Finnen und die Dänen das Finale. Im Finale siegten die Franzosen mit dreieinhalb Sekunden Vorsprung vor den Deutschen. Die Dänen erhielten die Bronzemedaille vor den Italienern und den Finnen. 
Vier Jahre später nahm Mercier im Vierer ohne Steuermann an den Olympischen Spielen 1956 in Melbourne teil. Zusammen mit René Guissart, Yves Delacour und Guy Guillabert unterlag er im Vorlauf gegen das Boot aus den USA und qualifizierte sich über den Hoffnungslauf für das Halbfinale. Im Halbfinale qualifizierten sich die ersten beiden Boote aus beiden Läufen für das Finale, aus dem ersten Halbfinale setzten sich Kanadier und Franzosen, aus dem zweiten Halbfinale US-Amerikaner und Italiener durch. Im Finale siegten die Kanadier mit fast zehn Sekunden Vorsprung vor dem US-Boot, zweieinhalb Sekunden dahinter gewannen die Franzosen die Bronzemedaille vor den italienischen Europameistern des Jahres 1956.
Bei seiner dritten Olympiateilnahme Olympischen Spielen 1960 in Rom saß Mercier im französischen Achter, der im Vorlauf gegen den späteren Olympiasieger aus Deutschland unterlag und sich über den Hoffnungslauf für das Finale qualifizieren konnte. Hinter Deutschland und Kanada gewannen die Tschechen mit weniger als zwei Sekunden Vorsprung vor den Franzosen die Bronzemedaille, hinter den Franzosen erreichten die US-Amerikaner den fünften Platz, nachdem sie seit 1920 bei allen Olympischen Spielen den Wettbewerb im Achter gewonnen hatten.
Seine letzte internationale Medaille gewann Mercier mit dem französischen Achter bei den Europameisterschaften 1961 mit dem dritten Platz hinter Italienern und Deutschen.